# Łajka wschodniosyberyjska

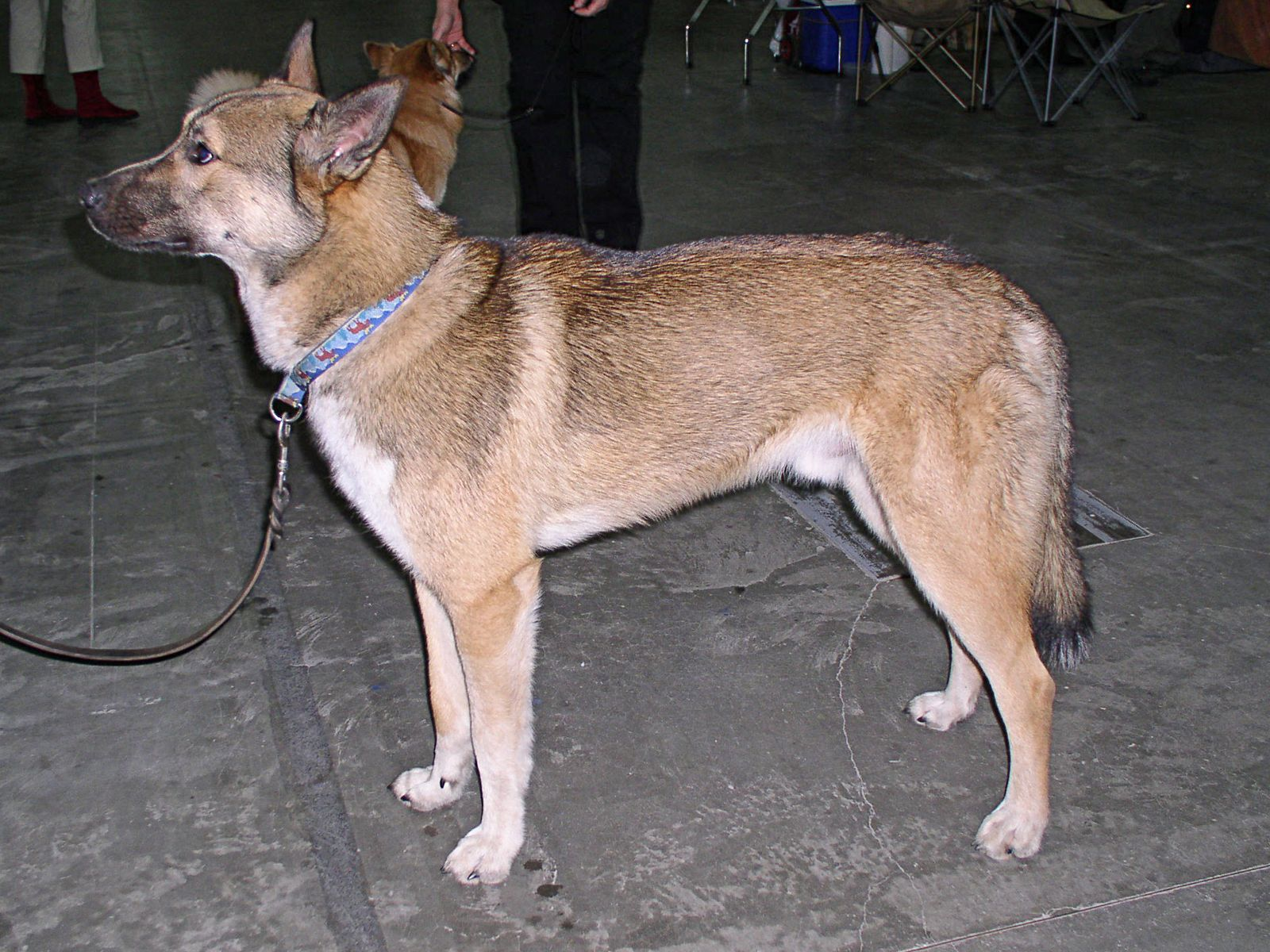
Młody pies. Ogon zwykle noszony nad grzbietem, tutaj opuszczony jest na dół ze względu na zmęczenie lub stres.

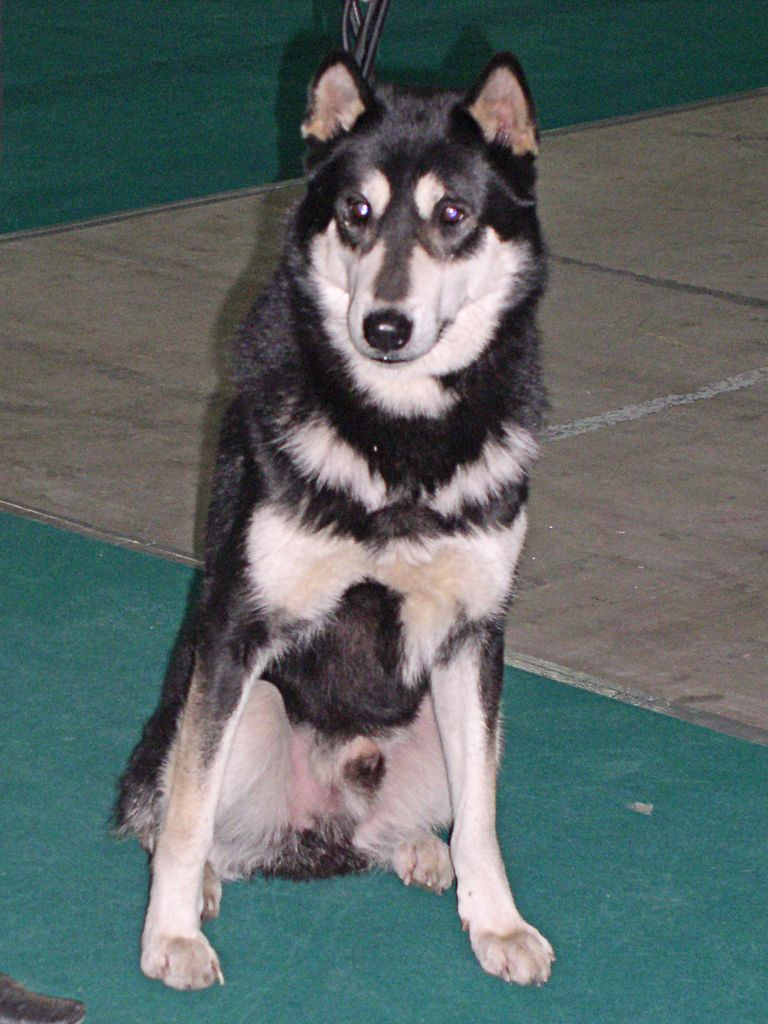
Dorosły pies

Łajka wschodniosyberyjska (ros. Восточносибиpская лайка) to jedna z ras psów zaliczana do szpiców myśliwskich. Jest to największa i najcięższa z łajek, pochodząca z dalekiego wschodu Rosji. Podlega próbom pracy.

## Budowa
Pies nieco powyżej średniej wielkości, o wysokości w kłębie 53–65 cm i sylwetce zbliżonej do nieco wydłużonego prostokąta. Indeks (długość tułowia / wysokość w kłębie x 100) dla psów 104–108, dla suk 106–110. U psów kłąb wyniesiony jest o około 1–2 cm ponad krzyż, u suk wyniesienie kłębu do 1 cm.

### Głowa
Głowa w widoku z góry ma kształt umiarkowanie ostrego klina. Mózgoczaszka szeroka, z lekko zaokrągloną potylicą i wyraźnie zaznaczoną guzowatością potyliczną. stop łagodny, linia grzbietu nosa równoległa do linii mózgoczaszki. Wargi suche i szczelnie przylegające. Nos w kolorze czarnym, u psów o jasnym umaszczeniu dopuszczalny jasnobrązowy kolor nosa. Oczy nieduże, owalne, skośnie osadzone, koloru piwnego lub ciemnopiwnego. Uszy stojące, w kształcie szpiczastego lub lekko stępionego trójkąta, niezbyt wysoko osadzone, ruchliwe.

### Tułów
Grzbiet prosty, szeroki i muskularny, o lekkim nachyleniu w kierunku ogona. Klatka piersiowa szeroka i głęboka, sięgająca do łokci i poniżej. Brzuch nieznacznie podciągnięty.

## Szata i umaszczenie
Umaszczenie jest bardzo różnorodne. Może być zarówno jednolite koloru szarego, jak i szare z białym znakowaniem, rude w różnych odcieniach, łaciate lub całkowicie białe.

## Historia rasy
Rasa wywodzi się od psów myśliwskich występujących na rozległym terytorium wschodniej Syberii, w rejonie rzeki Amur, na wschód od Jeziora Bajkał, w okolicach Irkucka.